# 진학문
진학문(秦學文, 일본식 이름: 秦學 하타 마나부, 1894년 12월 4일 ~ 1974년 2월 3일)은 일제강점기부터 활동한 한국의 관료, 기업인이다. 주로 동아일보에서 활동했으며 해방 이후에는 한때 일본에서 체류하기도 했다. 1957년 대한민국으로 귀국한 이후에는 기업인으로도 활동하였으며 아호는 순성(舜星)이다.

## 생애

### 생애 초반
10대 초반이던 1907년부터 일본에 유학하여 게이오 의숙 보통과(1908년)과 와세다 대학(1913년), 도쿄 외국어학교(1916년) 등에서 두루 수학했다. 최남선과는 일본 유학 시절부터 교류한 사이였다. 귀국한 뒤 《경성일보》에 입사하여 기자가 되었고, 《아사히 신문》의 경성지국에서도 근무했다.

### 귀국과 언론 활동

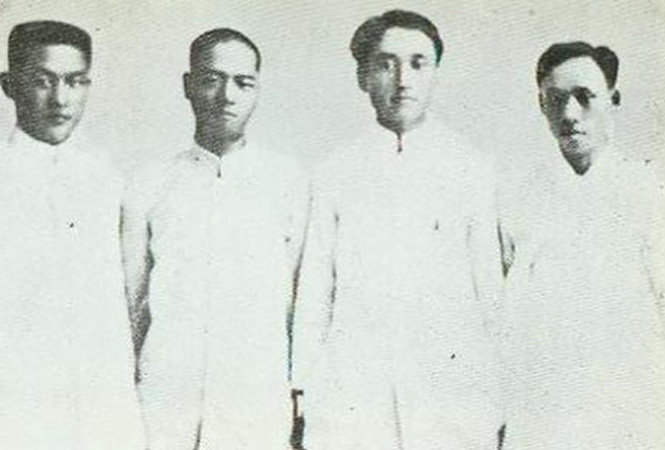
동아일보 시절의 친구들과 함께(왼쪽부터 진학문, 심우섭, 이광수, 이상협 순)

1920년 《동아일보》가 창간될 때는 조선총독부와 자금주 김성수 사이를 매개하는 중요한 역할을 했다. 창간된 동아일보에서 초대 정경부장, 학예부장, 논설위원을 맡았다.
동아일보 창간 후 6개월 만에 퇴사하여 러시아를 목적지로 한 여행을 떠났는데, 도쿄와 상하이, 블라디보스토크를 경유하여 러시아에는 가지 않고 돌아왔다. 이때의 여행을 상하이 대한민국 임시정부의 요인들과 이시영 등 블라디보스토크에 머물고 있던 독립 운동가들에 대한 정탐 목적으로 보는 시각도 있다. 여행에서 돌아온 뒤에는 최남선과 함께 주간지인 《동명》을 창간해 주간을 맡았고, 1924년 3월 31일부터 같은 해 6월까지 일간지인 《시대일보》로 개편, 발행하였다. 1925년 1월 일본의 신문사 호치신문사(報知新聞社) 경성지국 통신부장을 역임했고 1927년부터 1928년 4월까지는 한동안 브라질에 체류하기도 했다.
귀국 이후인 1930년 계명구락부(啓明俱樂部) 회원을 역임했으며 같은 해 12월 27일 경성상공협회 상무이사로 선임되었다. 1934년 관동군 촉탁을 역임했으며 1937년 7월부터 1939년까지 만주국 국무원 참사관으로 근무하면서 공식적인 활동을 개시했다. 이후 언론 활동은 일제가 만주국에서 발행한 관제 신문인 《만몽일보》의 고문을 지낸 것뿐이다. 그는 일본 국책 기업의 간부가 되어 1939년부터는 광복 시점까지 만주생필품주식회사의 상무이사로 근무했다. 이 기간 중에 만주국협화회 산하의 조선인보도위원회와 대화동맹 등 친일 단체에 가담하여 활동했으며, 1941년 조선총독부 중추원의 참의직에도 임명되었다.

### 해방 이후

#### 해방과 출국
해방 후 그는 한동안 두문불출하다가 처가가 있는 일본으로 건너갔다. 1952년 한국무역진흥공사 부사장, 1955년 한국무역협회 일본지부장 등을 역임했지만 그는 계속 일본에 체류하였다.

#### 생애 후반
광복 후 일본에서 주로 지내다가 1957년 경에 완전히 귀국했다. 이후 동아일보에 칼럼을 기고하는 한편으로 기업 활동에 종사하여 한국무역진흥회사 부사장(1952년), 한국무역협회 일본지부장(1955년), 전경련 부회장(1963년) 등을 역임하며 재계의 대표급으로 활동했다. 부음 광고를 미리 스스로 작성해두어, 81세로 사망한 뒤 이 광고가 동아일보에 실린 일화가 유명하다.
1960년대 전국경제인연합회 상임부회장, 서울시 자문위원회 건설위원장, 이민공사 사장, 한일협회 회장 등을 지냈다. 죽기 직전 자필로 광고를 작성하여 부음과 동시에 올리기도 했다.
| “ | 그 동안 많은 총애를 받았사옵고, 또 적지아니한 폐를 끼쳤습니다. 감사합니다. 나는 오늘 먼저 갑니다. 여러분 부디 안녕히 계십시오. 1974년 2월 3일. 秦 學 文 | ” |

| “ | 고인의 뜻에 따라 화장으로 하고 여러분의 염려하여주신 덕택으로 모든 일을 무사히 끝마쳤음을 충심으로 감사드립니다. 1974년 2월 7일. 미망인 秦 壽 美, 우인 崔 承 萬 | ” |

### 사후
2002년 민족정기를 세우는 국회의원모임이 발표한 친일파 708인 명단과 2008년 민족문제연구소가 정리한 친일인명사전 수록예정자 명단, 2009년 친일반민족행위진상규명위원회가 발표한 친일반민족행위 705인 명단에 모두 선정되었다.

총독부 출입기자 때 알았던 총독부 고위 관리의 권유로 그는 1936년 만주국 국무원 참사관(내무행정 책임자)이 되어 이 일로 그는 ‘친일언론인’이라는 비판을 받기도 하지만 1백만 명에 이르는 재만(在滿) 동포들의 어려움을 해결해준 대변자이기도 했다고 한다.
만주시절의 그의 행적에 대해 언론인 김을한(金乙漢, 1905~1992)의 평가는 사뭇 다르다.
 “조선인이 개간한 황무지를 일인(日人)들에게 빼앗기지 않도록 버팀목이 되어주는 등 그는 그 시대 재만 동포들의 크나큰 희망이었고 마음의 지주였다.” (김을한, 《인물론 – 진학문》, 신문평론 1976년 8월호)

## 같이 보기
- 동아일보
- 조선총독부 중추원
- 대화동맹

## 참고자료
- 반민족문제연구소 (1993년 3월 1일). 〈진학문 : 일제 ‘문화정치’의 하수인 (오미일)〉. 《친일파 99인 2》. 서울: 돌베개. ISBN 9788971990124.

- D-story 9 : 창간 얼굴들 4 – 진학문 선생 동네 : 동아미디어 그룹 공식블로그
- 관동군 촉탁 · 만주국 고관 지낸 친일언론인 - 오마이뉴스 2004년 5월 21일자